# チェッジャ
チェッジャ（伊: Ceggia）は、イタリア共和国ヴェネト州ヴェネツィア県にある、人口約6,100人の基礎自治体（コムーネ）。

## 地理

### 位置・広がり

#### 隣接コムーネ
隣接するコムーネは以下の通り。括弧内のTVはトレヴィーゾ県所属を示す。
- チェッサルト (TV)
- サン・ドナ・ディ・ピアーヴェ
- トッレ・ディ・モスト

### 気候分類・地震分類
気候分類では、zona E, 2649 GGに分類される。
また、イタリアの地震リスク階級 (it) では、zona 3 (sismicità bassa) に分類される。

## 行政

### 分離集落
チェッジャには、以下の分離集落（フラツィオーネ）がある
- Gainiga, Pra di Levada, Rivazancana